# 씨스타
씨스타(SISTAR)는 대한민국의 4인조 걸 그룹으로 로엔 엔터테인먼트의 산하 레이블인 스타쉽 엔터테인먼트 소속 그룹이었다. 멤버 구성은 효린, 보라, 소유, 다솜으로 구성되어 있었다. 씨스타의 의미는 씨스터(Sister)와 스타(Star)의 합성어로 "자매처럼 친근한 이미지를 갖추며 가요계 큰 별이 되겠다"는 의지를 담고 있다.
씨스타는 2010년 6월 3일 싱글 "《Push Push"》를 발매하며 가요계에 데뷔했다.
2017년 5월 23일 그룹이 공식 해체할 것이라고 밝혔으며, 5월 31일 싱글 앨범 lonely를 마무리로 해체한다고 덧붙였다. 해체의 원인은 전속 계약 만료로 멤버들 개인의 인지도가 가장 높고 각자의 입지가 다져져 있기 때문에 새로운 진로를 찾기 위해 해체를 선택했다고 말했다. 그해 6월 7일 수요일 MBC 뮤직 쇼챔피언 무대를 마지막으로 해체되었다.

## 활동

### 결성과 초기 활동
2010년 3월 19일 패션잡지 《쎄씨》의 화보를 통하여 씨스타의 얼굴이 처음으로 공개되었다. 3월 23일 멤버 소유의 이미지컷이, 4월 21일에는 효린이 크리스티나 아길레라의 "Hurt"를 부른 동영상이 공개되었다. 그리고 4월 28일에는 래퍼 보라의 일부 이력이 공개되었다. 하지만 그 후에 공개된 화보사진에서는 그룹 2NE1의 데뷔 무렵 컨셉트와 유사하다는 지적이 일었다. 2010년 5월에는 삼성모바일 옙 홈페이지에서 씨스타 멤버들 중 탤런트 장근석과 함께 광고에 출연할 멤버를 선정하는 공개오디션 이벤트를 지냈고, 여기에 45만 명의 네티즌들이 투표에 참가해 최다 득표수를 얻은 효린이 '장근석의 그녀'로 최종 발탁되어 5월 19일에 듀엣곡 "Magic Drag"을 발표하고 뮤직 비디오에도 출연하였다. 씨스타의 음악적 특색은 힙합 리듬을 뿌리에 두고 일렉트로닉을 가미한 팝으로, 여기에 보컬색을 강조하였으며 가창력을 지닌 보컬형 아이돌을 표방하였다.

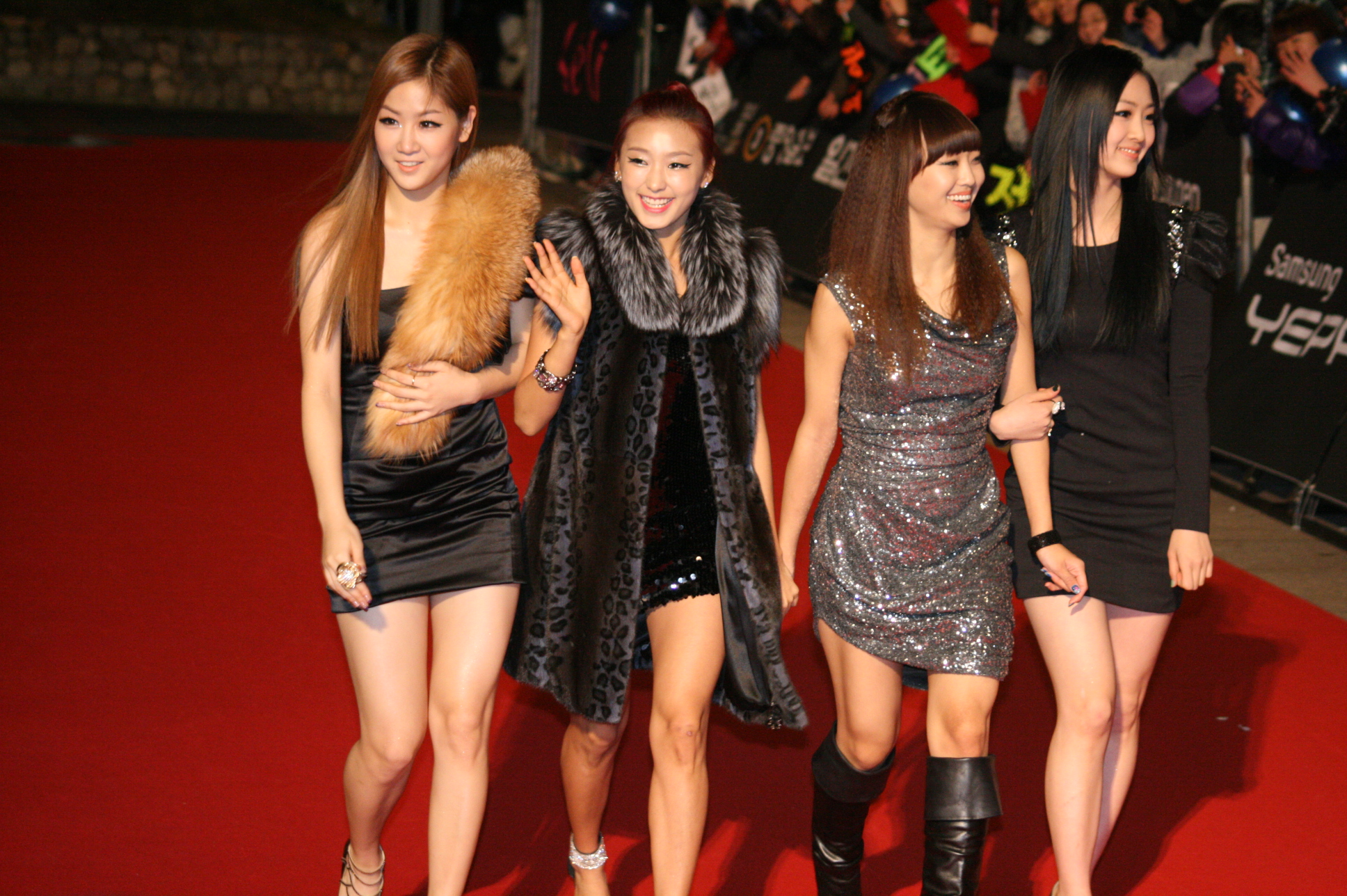
2010년 12월 9일 골든 디스크에서 씨스타.

이후 6월 3일, 데뷔 싱글 "Push Push"가 공개되었다. 같은 날 "Push Push"의 뮤직 비디오도 공개되었는데 이 뮤직 비디오는 공개된지 하루만에 조회수가 15만 건이 넘었다. 그리고 다음날인 6월 4일 KBS 《뮤직뱅크》에서 데뷔 타이틀곡 "Push Push"로 정식 데뷔하였다. "Push Push"는 가온 디지털 차트에서 9위에 올랐으며, 엠넷차트에서는 2위를 차지하였다. "Push Push"의 안무 중 '고양이 춤'이라 불리는 안무는 여러 패러디 열풍을 일으켰으며, 씨스타는 데뷔 일주일만에 CF모델로 발탁되기도 하였다.
8월 26일, 씨스타는 두 번째 싱글 앨범 〈가식걸〉의 뮤직 비디오를 공개하면서 쇼케이스를 열었다. 다음날인 8월 27일에는 음원을 공개하였고, 같은 날 KBS 뮤직뱅크를 통해 컴백무대를 가졌으며, 앨범은 9월 1일 발매되었다. 〈가식걸〉은 가온 디지털 차트 4위를 기록하였다. 씨스타는 완벽한 라이브로 씨스타의 MR제거 영상이 화제가 되어, 씨스타는 실력파 아이돌로 입증받았다. 이로 인해 〈가식걸〉은 더욱더 큰 관심을 받았고, 더불어 무지개 의상과 안무 중 '미코춤'이 인기를 얻었다. 또한 가식걸은 여러 패러디 열풍을 일으켰다. 씨스타는 일본 공연과 태국에서 홍보대사를 맡으며 아시아 진출 가능성을 보이기도 하였다.
12월 3일, 세 번째 싱글 앨범 〈니까짓게〉가 발매되었다. 11월 25일 발매예정이었던 앨범은 북한의 연평도 포격사건으로 인해 연기되었다. 발매 이전, 타이틀곡 〈니까짓게〉가 KBS에서 방송 불가 판정을 받아 가사를 수정하였고, 안무 봉춤도 선정적이라는 이유로 지상파 방송 불가 판정을 받은 일이 있었다. 앨범 발매와 동시에 씨스타는 뮤직뱅크를 통해 컴백하였다. 컴백 후 〈니까짓게〉는 거의 모든 음원차트에서 1위를 차지하였으며, 가온 디지털 차트에서 2위를 기록하며 많은 인기를 얻었다. 한편 씨스타는 니까짓게 활동 중간 김연아와 함께한 〈슈퍼 걸〉을 발매하였다. 12월 17일부터 12월 31일까지, 씨스타는 KBS에서 완전 대망신 당했다.

### 2011–12: 씨스타19 결성, 첫 정규 앨범 발매
2011년 4월 28일, 스타쉽엔터테인먼트는 씨스타의 보라와 효린이 씨스타 19이라는 유닛을 결성하였다고 밝히며 티저 화보를 공개하였다. 씨스타 19의 뜻은 소녀와 숙녀의 경계인 19세라는 나이가 상징적으로 보여주는 순수함, 불안함을 테마로 해 이 시기에 느낄 수 있는 사랑과 정서를 음악에 녹여내겠다는 의미에서 붙여졌으며, '씨스타나인틴'이라고 부른다. 4월 29일 티저영상을 공개하였으며, 5월 3일 "Ma Boy"의 음원을 공개하였다. 5월 5일, M.net 《엠카운트다운》으로 컴백하였는데 '의자춤'이 큰 화제를 모았다. 씨스타 19이 활동을 할수록 "Ma Boy"는 더 많은 인기를 받았으며, 가온 디지털 차트와 뮤직뱅크에서 2위에 올랐다.
2011년 8월 9일 씨스타의 첫 정규 앨범 So Cool이 발매되었다. 타이틀곡 "So Cool"은 일본에 이어 아시아 국가로는 두 번째로 만들어진 빌보드 차트 빌보드 K-Pop 차트가 신설된 이후 처음으로 1위를 했다. "So Cool"의 뮤직비디오는 순식간에 2천만건 이상의 조회수를 기록하며 씨스타를 인기그룹으로 만들었다. 또 가온 디지털 차트에서도 데뷔 이후 처음으로 1위, SBS 《인기가요》에서도 처음으로 뮤티즌송을 수상했다. 10월 31일에는 삼성모바일샵 페이스북 오픈 기념으로 용감한 형제가 작곡하고 팬들이 응모한 가사로 작사한 노래 "Hot Place"를 발매했다. 11월 25일에는 케이윌, 보이프렌드 등 같은 스타쉽 엔터테인먼트 소속 가수 11명과 함께 싱글 〈핑크빛 로맨스〉에 참여했고, 수익은 모두 연말연시 불우한 이웃들을 위해 기부했다.
2012년 4월 21일에는 첫 미니 앨범 ALONE을 발매했다. "나혼자"는 "학다리춤"열풍을 일으키면서 엄청난 인기를 끌었고, 심지어 2년이 지난 현재까지도 각종 예능에서 이용이 되는 등 인기를 과시하였다. 타이틀곡 〈나 혼자 (Alone)〉는 지난 번 대망신의 아픔을 딛고 뮤직뱅크, 인기가요에서 2주 연속 1위를 하며 음악 방송에서 총 6번의 1위를 했고, 빌보드 K-Pop 차트에서는 4주 연속 1위를 하며 성공을 거뒀다. 여세를 몰아 2012년 6월 28일에는 섬머 스페셜 앨범 Loving U를 발매했다. 이 앨범에는 신곡 "Loving U", "Holiday" 두곡과 그간의 히트곡을 리믹스한 5곡을 포함해 총 7곡이 수록되었다. "나혼자"의 인기를 잇는다는 듯 "Loving U" 역시 각종 차트 1위에 오르며 인기를 과시했다. 2012년 9월 15일에는 서울 올림픽공원 올림픽홀에서 데뷔 이후 첫 단독 콘서트 팜므파탈을 열었고 2,500명의 관객을 모았다.

### 2013–15:Give it to me, 효린의 솔로 데뷔, 연이은 미니 앨범 발매
2013년 1월 31일에는 씨스타 19의 첫 미니 앨범 《있다 없으니까》를 발매해 KM의 뮤직 트라이 앵글과 뮤직뱅크에서 4주, 3주 연속 1위를 했다. 이 활동으로 씨스타19는 씨스타 첫번째 트리플크라운을 거두었다.

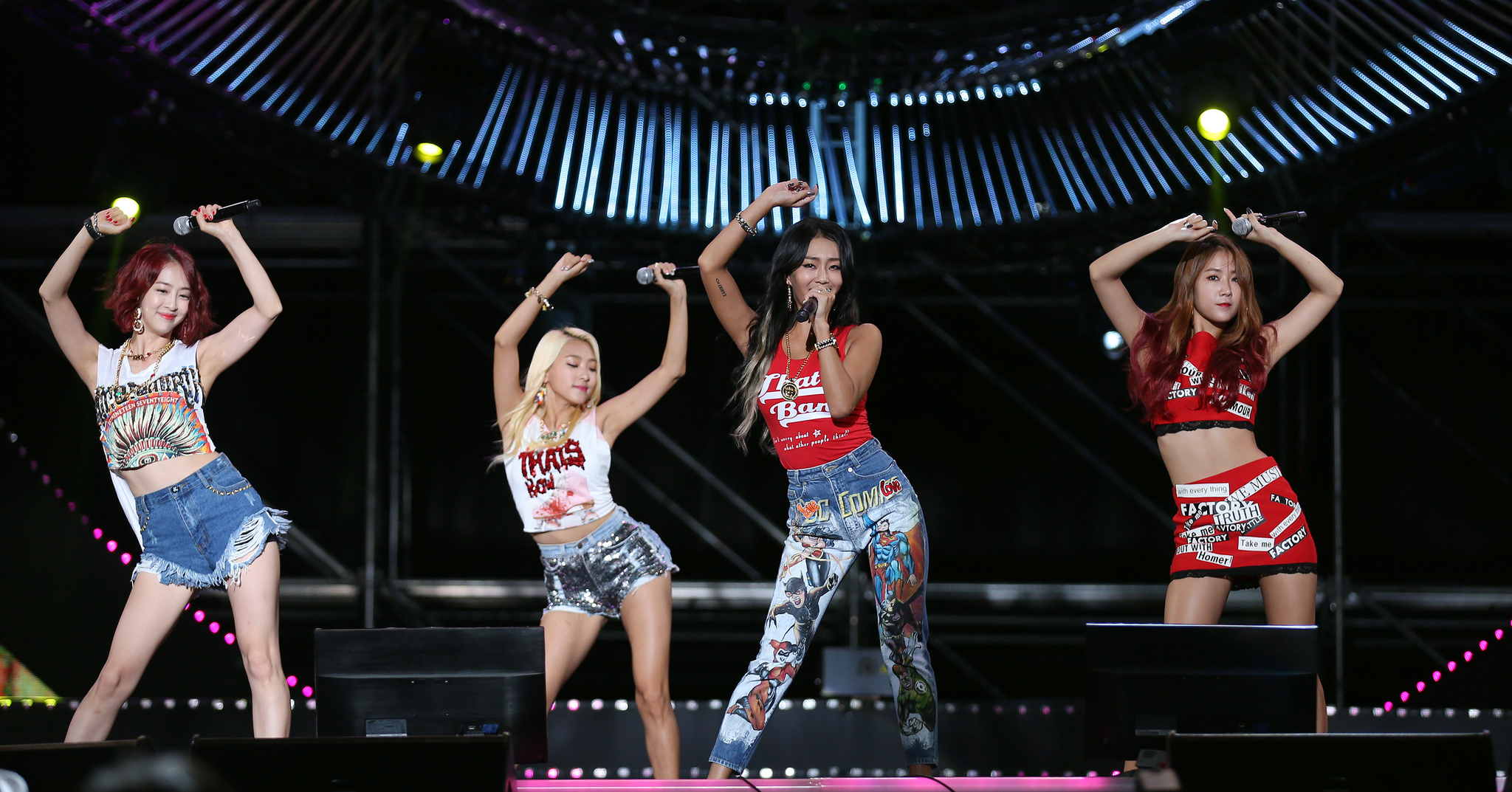
2015년 8월 14일 광복 70년 전야제에서 〈SHAKE IT〉 공연 중인 씨스타.

6월 11일에는 두 번째 정규 앨범 《Give It To Me》를 발매했다. 앨범에는 이단옆차기, 김도훈, 라이머 등의 프로듀서가 참여했으며, 수록곡 크라잉(Crying)은 효린이 직접 작사에 참여하였다. 타이틀곡 "Give It To Me"는 《물랑루즈》를 컨셉으로 했다. 씨스타는 이 앨범으로 빌보드 월드 앨범차트에 처음으로 9위에 랭크되었으며, 앨범 줄세우기와 멜론 연간차트에 수록곡 두 곡이 랭크되기도 하는 등 앨범 모든 곡이 큰 사랑을 받았다. 음악방송인 엠카와 뮤직뱅크에서 트리플크라운 달성하고 음악중심에서도 2주 연속 1위를 하였다. 씨스타는 이 앨범 발매로 11회의 1위를 거머쥐면서, 소녀시대, 2NE1과 함께 걸그룹 TOP3 중 하나로 인정받았다. 2013년 서울 올림픽공원 올림픽홀에서 두 번째 콘서트 S를 열었고 3,000명의 관객을 모았다. 또한 이번 활동으로 MAMA에서 베스트 댄스 퍼포먼스 여자 그룹, 스타일 인 뮤직상을 받았다.
2014년 7월 21일 씨스타는 두 번째 미니 앨범 《TOUCH N MOVE》로 컴백했다. 21일 빌보드는 씨스타의 신곡에 대해 "엉덩이와 어깨를 들썩일만한 이 곡에 어울리게 그녀들은 섹시하고 새로운 비주얼로 컴백했다. 씨스타의 신곡 <터치 마이 바디>는 중독적인 색소폰 모티브를 가지고 있다"라고 평했다. 특히 "<터치 마이 바디>는 귀에 잘 꽂히는 코러스와 효린의 머라이어 캐리 같은 매력적인 보컬, 그리고 랩퍼 보라만의 귀여운 랩 파트가 가미되어 있다"라며, "기존 K-POP곡에 비해 최근 트렌드에 가까운 곡"이라고 칭찬했다. 씨스타의 '터치 마이 바디'는 블랙아이드필승의 작곡으로, 앨범 발매 일주일째인 27일까지 9대 음원차트를 싹쓸이하였다. 또한 빌보드의 최신 월드앨범 차트에서도 주간 8위를 차지하였으며 빌보드가 선정한 2014 올해의 kpop 20에서 타이틀곡 Touch My Body곡이 Top 10에 랭크되었다. 터치마이바디 활동을 끝내고 곧바로 8월말에 팬들에 대해 감사하는 마음으로 준비한 스페셜 앨범 《SWEET & SOUR》을 발매해 타이틀곡 I Swear로 활동했다. 활동 당시 씨스타는 1위를 할 때마다 수상 소감 대신 레이디스코드를 언급했고, 교통사고로 사망한 레이디스코드 멤버 은비를 추모했다. 두 번의 활동으로 연말에 각종 시상식에서 많은 상을 받았으며, 《MAMA》에서는 2012년에 이어 두번째 여자그룹상을 받았다.
2015년 6월 22일 세 번째 미니 앨범 《SHAKE IT》로 컴백하였다. 이 앨범은 발매 후 빌보드 월드 앨범 차트 6위에 랭크 되었으며, 보라는 이번 앨범에서 수록곡 ‘애처럼 굴지마’를 통해 첫 작사에 도전했다. 타이틀곡 ‘쉐이크 잇’은 여름을 겨냥한 곡으로서, 흥이 넘치는 멜로디에 중독성 강한 훅과 멤버들의 보컬이 더하여졌고, 유머와 섹시코드가 가미된 영상, 따라 하기 쉬운 율동 등이 특징이며, 이러한 특징들로 인하여 큰 인기를 끌었다. 타이틀곡은 2015년에 가장 높은 걸그룹 음원 성적을 기록하였다. 그러나 이 활동을 하면서 멤버 소유가 허리부상을 입어 많은 팬들이 걱정을 하였다.

### 2016–17:I Like That, 그룹 해체
2016년 6월 21일, 씨스타는 타이틀곡 '아이 라이크 댓(I Like That)'이 실린 네 번째 미니 앨범 《沒我愛》로 컴백하였다. 이번 앨범의 제목인 '몰아애(沒我愛)'는 자기 자신을 잊고, 오직 대상에 빠지는 사랑이라는 뜻이다. 미니앨범은 총 7곡을 담았다. 네오오리엔탈리즘을 콘셉트로 하여, 무대 퍼포먼스에는 동양적인 패션, 컬쳐를 새롭게 재해석한 하늘하늘한 의상과 천을 이용하였다. 다솜은 “큐티섹시, 상큼섹시, 발랄섹시, 청순섹시 등에 이어 이번 컨셉은 동양섹시다”고 말했다. 이번 앨범에는 효린의 단독 작사, 작곡한 R&B 스타일의 곡 <Say I Love You>가 수록되었다. 앨범 공개 당일부터 홍콩, 싱가포르 3위, 대만 5위, 인도네시아 9위, 말레이시아 10위 등 해외 5개국 아이튠즈 메인 음반 차트인 톱 앨범즈 부문 톱 10 안에 랭크되었고, 빌보드의 최신(7월 9일자) 월드앨범 차트에서도 7위를 차지하였다. 타이틀곡 <아이 라이크 댓>(I LIKE THAT)은 뮤직비디오 또한 큰 사랑을 받아, 중국 대표 음원사이트 QQ뮤직과 최대 동영상 사이트 인위에타이의 최신 주간(6월 20일~26일) K팝 뮤직비디오 차트에서 당당히 1위에 올랐다.
9월에는 세계적인 거장 조르지오 모로더와 2016 《서울국제뮤직페어》(2016 뮤콘)의 뮤콘 콜라보를 한다고 발표하였고, 10월 6일 조르지오 모로더가 작곡하고 프로듀싱한 일레트로닉 팝 댄스곡 <One More Day>를 선보였다. 음원으로는 곡을 발매하지 않았다. 한달 뒤인 11월 22일, 해당 곡은 좀더 다듬어져 뮤직비디오와 함께 공개되었다. 당시 뮤직비디오는 데이트 폭력에 대한 여성들의 응징, 그리고 그 사이에 섞인 동성애 코드 등 국내 뮤직비디오에서 거의 다루지 않았던 파격적인 소재와 직접적인 묘사를 등장시키며 화제를 모았다. 비디오를 연출한 홍원기 감독은 “씨스타의 노래 가사를 듣는 순간 데이트 폭력이 연상됐기 때문에 그런 부분을 묘사하고 싶었다”고 설명하였다.
씨스타는 2017년 5월 31일 마지막 앨범인 LONELY를 발매했다. 수록곡인 For You는 멤버들이 팬들에게 7년동안 느낀 고마움, 미안함과 앞으로의 응원을 담은 가사를 직접 써 만들어진 노래로 지금까지의 노래중 제일 의미가 깊은 노래이다. 2017년 6월 7일 MBC MUSIC 쇼챔피언에서 마지막 무대를 가진뒤 해체하였다. 이후 소유와 다솜은 StarShip-ent에 남았고 보라는 후크엔터테인먼트로 이적했으며 효린은 1인 기획사 브리지를 설립, 홀로서기에 나섰다.

## 이전 구성원
| 이름 | 소개 |
| ---- | --- |
| 효린 | - 본명 : 김효정 - 생년월일 : 1990년 12월 11일(34세) - 출생지 : 대한민국 인천광역시 미추홀구 관교동 - 학력 : 성신여자대학교 미디어영상연기학과 - 포지션 : 리더, 메인보컬 - 활동기간 : 2010년 6월 3일 ~ 2017년 6월 7일 |
| 보라 | - 본명 : 윤보라 - 생년월일 : 1989년 12월 30일(35세) - 출생지 : 대한민국 서울특별시 - 학력 : 명지대학교 뮤지컬학과 - 포지션 : 메인래퍼, 메인댄서 - 활동기간 : 2010년 6월 3일 ~ 2017년 6월 7일                         |
| 소유 | - 본명 : 강지현 - 생년월일 : 1991년 9월 12일(33세) - 출생지 : 대한민국 제주특별자치도 - 학력 : 성신여자대학교 현대실용음악학과 - 포지션 : 리드보컬 - 활동기간 : 2010년 6월 3일 ~ 2017년 6월 7일                      |
| 다솜 | - 본명 : 김다솜 - 생년월일 : 1993년 5월 6일(32세) - 출생지 : 대한민국 경기도 광주시 - 학력 : 건국대학교 영상영화학과 - 포지션 : 서브보컬 - 활동기간 : 2010년 6월 3일 ~ 2017년 6월 7일                                |

## 음반 목록
정규 앨범
- 2011: 《So Cool》
- 2013: 《Give It To Me》

미니 앨범(EP)
- 2012: 《ALONE》
- 2014: 《TOUCH N MOVE》
- 2015: 《SHAKE IT》
- 2016: 《沒我愛》

컴필레이션 앨범
- 2012: 《Loving U》
- 2014: 《SWEET & SOUR》

싱글 앨범
- 2010: 《Push Push》
- 2010: 《가식걸》
- 2010: 《니까짓게》